# بوژ: غرور هند
بوژ غرور هند (به انگلیسی: Bhuj: Pride of India) یک فیلم سینمایی هندی در ژانر اکشن، جنگی و زندگی‌نامه با زبان هندی محصول سال ۲۰۲۱ میلادی است. داستان فیلم در مورد جنگ ۱۹۷۱ پاکستان و هند است.
این فیلم عمدتاً نقدهای منفی از سوی منتقدان فیلم دریافت کرد که فیلم را به دلیل نگارش، سرعت و موقعیت‌های غیرواقعی مورد انتقاد قرار دادند.

## بازیگران
- اجی دیوگن به عنوان رهبر اسکادران ویجی کارنیک
- سانجی دات به عنوان رانچورداس ساواباهی رباری 'پاجی'
- سوناکشی سینها در نقش ساندربن جتا مادهاپاریا
- نورا فتحی به عنوان هینا رحمان
- شاراد کلکار به عنوان افسر نظامی راغویر
- امی ویرک
- پرانیتا سوبهاش
- پرانیتا سوبهاش
- ماهش شتی به عنوان سانجی کارنیک، برادر ویجی
- جی پاتل به عنوان سرینیواسان نیدو، ارتش هند[۴][۵][۶]

## فیلمبرداری
فیلمبرداری اصلی در ژوئن ۲۰۱۹ در حیدرآباد، کوچ، بوپال، ایندور، لاکنو، گورگان، کلکته و دبی آغاز شد. تولید در مارس ۲۰۲۰ به دلیل قرنطینه کووید ۱۹ در هند متوقف شد، زمانی که فیلمبرداری ۹۰٪ کامل شد. سرانجام فیلمبرداری را در نوامبر ۲۰۲۰ از سر گرفت و در مارس ۲۰۲۱ به پایان رسید و فیلم را به مرحله پس از تولید رساند.

## انتشار فیلم
در ابتدا قرار بود فیلم در تاریخ ۲ ژانویه سال ۲۰۲۰ اکران شود؛ که منتفی شد، و قرار شد در تاریخ ۱۴ اوت ۲۰۲۰ اکران شود و لی به دلیل شیوع بیماری کرونا ویروس بازهم اکران فیلم یک سال به عقب افتاد.